# Charles Rischard

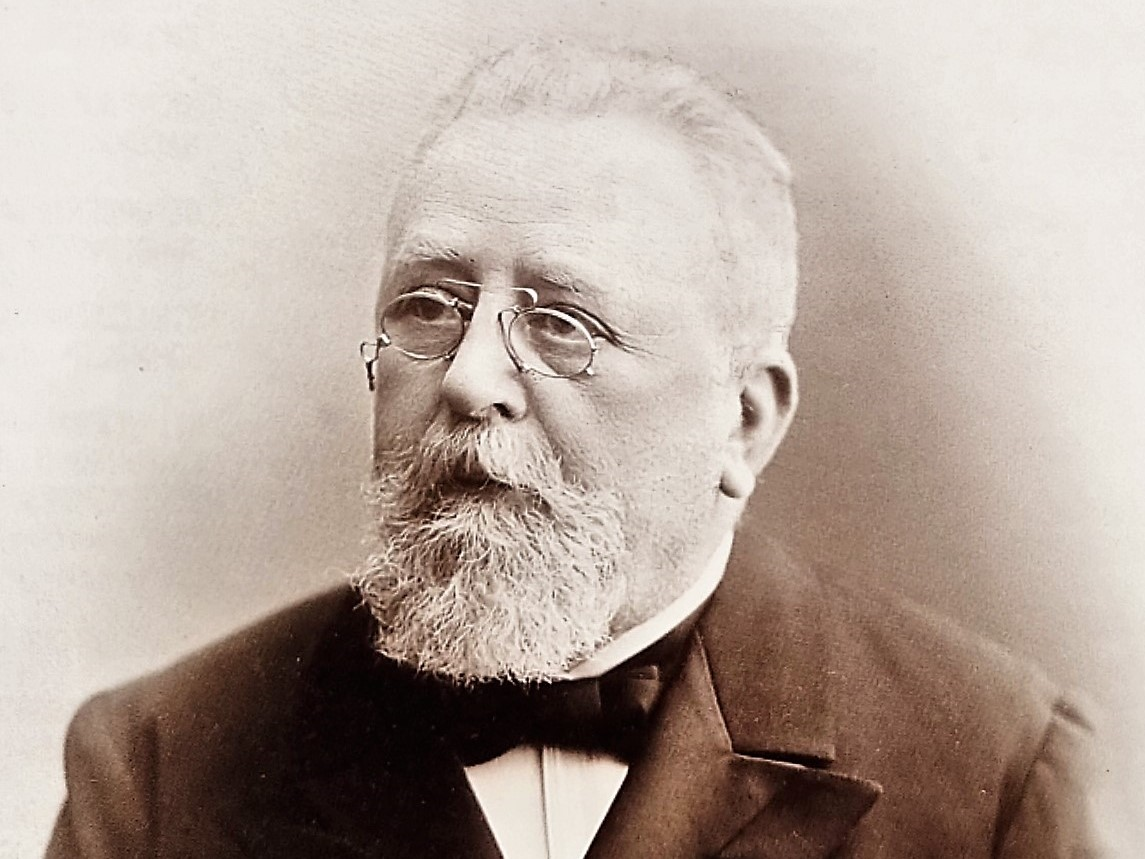
Charles Rischard

Charles Rischard (Diekirch, 15 mei 1841 - Luxemburg-Stad, 12 juni 1914), was een Luxemburgs politicus.

## Biografie
Charles Rischard studeerde rechten en was lid van het hooggerechtshof. Daarnaast was hij lid van de Staatsraad (Conseil d'État).
Charles Rischard was van 23 juni 1896 tot 25 oktober 1905 directeur-generaal (dat wil zeggen minister) van Openbare Werken in het derde kabinet-Eyschen. Tijdens zijn ambtstermijn werd de infrastructuur van het Groothertogdom Luxemburg sterk verbeterd. De Spoorweg Luxemburg-Echternach (1897-1904) en de Adolf-brug (spoorbrug) (1900-1903) werden aangelegd.